# 细梗沙梾
细梗沙梾（学名：Swida bretschneideri var. gracilis）为山茱萸科梾木属下的一个变种。

## 扩展阅读
- 維基物種上的相關：细梗沙梾